# 中凱撒山

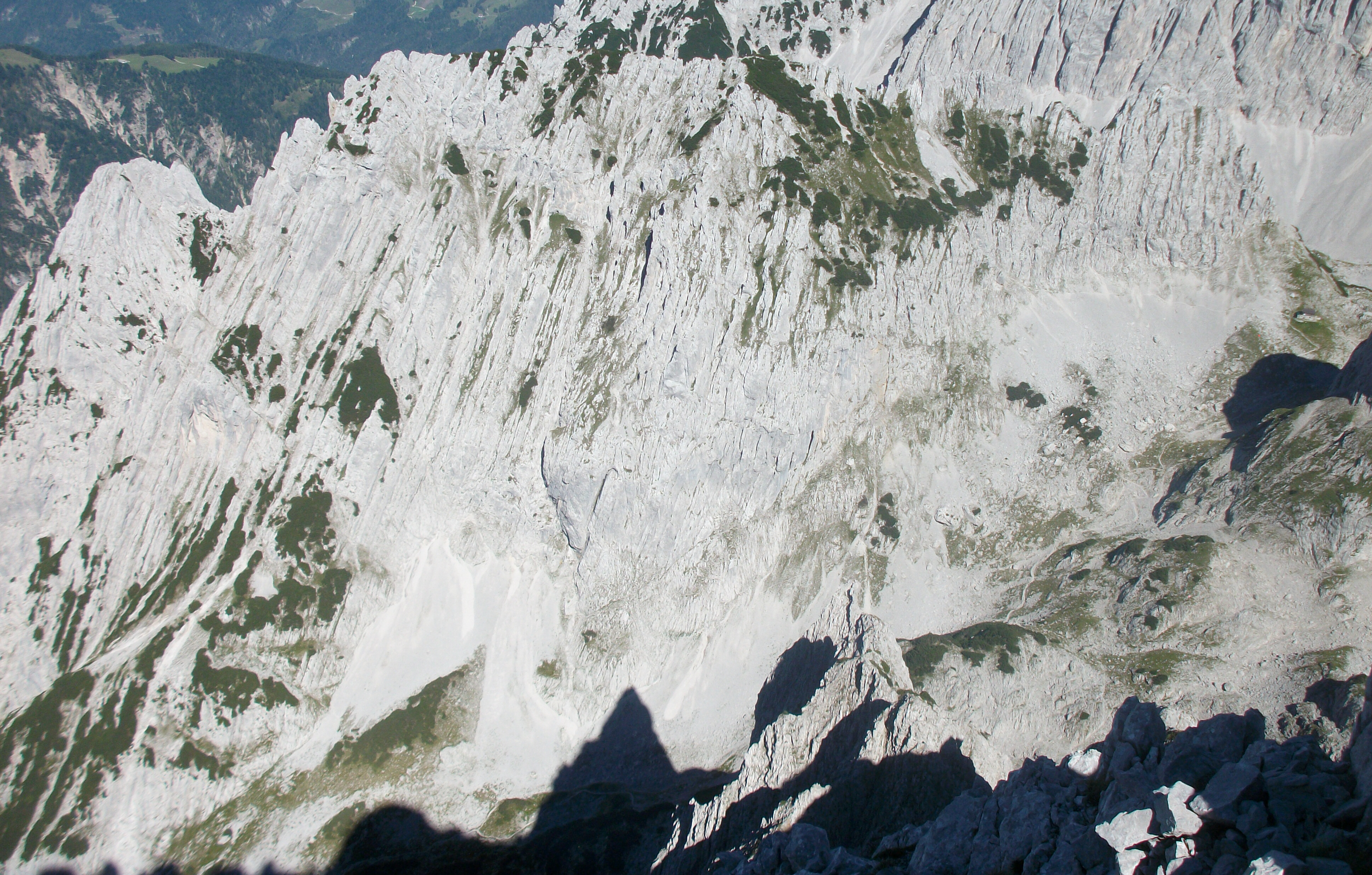

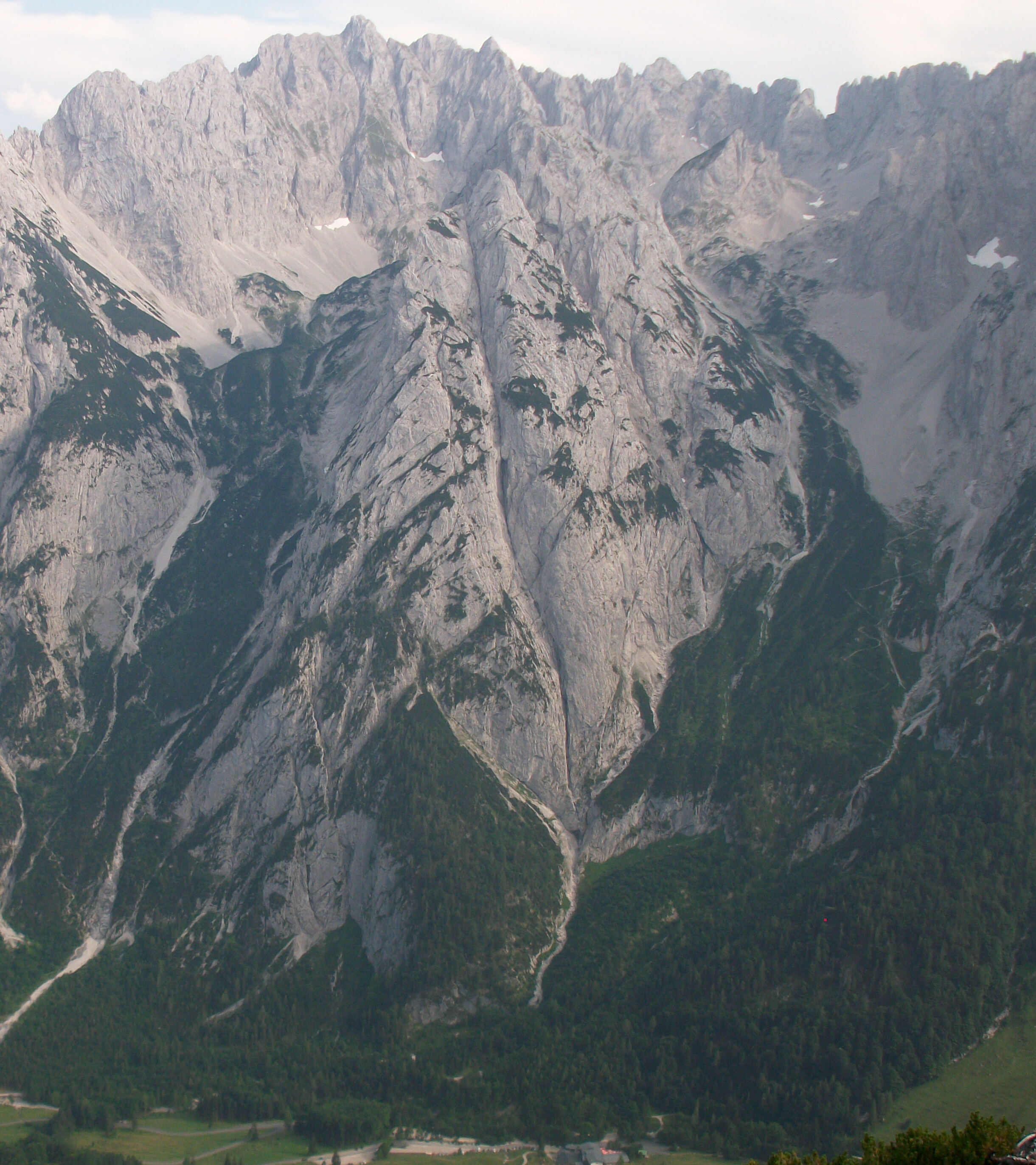

47°34′3″N 12°20′13″E / 47.56750°N 12.33694°E
中凱撒山（德語：Mitterkaiser），是奧地利的山峰，位於該國西部，由蒂羅爾州負責管轄，處於北石灰岩山脈，屬於皇帝山脈的一部分，該山峰海拔高度2,007米。